# Puntate di Affari di famiglia
Le puntate del programma televisivo Affari di famiglia sono state trasmesse originariamente sul canale televisivo History dal 2009.
In Italia vengono trasmesse sul canale History Channel e su Cielo.
| Stagione                 | Puntate | Prima TV USA | Prima TV Italia |
| ------------------------ | ------- | ------------ | --------------- |
| Prima stagione           | 25      | 2009         | 2010            |
| Seconda stagione         | 33      | 2010         |                 |
| Terza stagione           | 30      | 2010-2011    |                 |
| Quarta stagione          | 38      | 2011         |                 |
| Quinta stagione          | 30      | 2011-2012    |                 |
| Sesta stagione           | 28      | 2012         |                 |
| Settima stagione         | 34      | 2012-2013    |                 |
| Ottava stagione          | 46      | 2013         |                 |
| Nona stagione            | 52      | 2014         |                 |
| Decima stagione          | 47      | 2014         |                 |
| Undicesima stagione      | 42      | 2015         |                 |
| Dodicesima stagione      | 45      | 2015-2016    |                 |
| Tredicesima stagione     | 29      | 2016-2017    |                 |
| Quattordicesima stagione | 30      | 2017         |                 |
| Quindicesima stagione    | 30      | 2017-2018    |                 |
| Sedicesima stagione      | 20      | 2019         |                 |
| Diciassettesima stagione | 28      | 2019-2020    |                 |
| Diciottesima stagione    | 25      | 2020-2021    |                 |
| Diciannovesima stagione  | 14      | 2021-2022    |                 |

## Affari di famiglia (prima stagione)
| nº | Titolo originale       | Titolo italiano               | Prima TV USA      | Prima TV Italia |
| -- | ---------------------- | ----------------------------- | ----------------- | --------------- |
| 1  | Knights in Fake Armor? | Cavalieri di latta            | 26 luglio 2009    | 5 luglio 2010   |
| 2  | Boom or Bust           | Un vero cannone               | 19 luglio 2009    | 5 luglio 2010   |
| 3  | Confederate Conundrum  | Una sciabola misteriosa       | 19 luglio 2009    | 12 luglio 2010  |
| 4  | Sink or Sell           | Un affare fallato             | 26 luglio 2009    | 12 luglio 2010  |
| 5  | Gangsters & Guitars    | Gangster e chitarre           | 2 agosto 2009     | 19 luglio 2010  |
| 6  | Damn Yankees           | 100% Yankee                   | 2 agosto 2009     | 19 luglio 2010  |
| 7  | Time Machines          | La macchina del tempo         | 16 agosto 2009    | 26 luglio 2010  |
| 8  | Brothels & Busses      | L’anello di fidanzamento      | 9 agosto 2009     | 26 luglio 2010  |
| 9  | Rick's Big Bet         | Una grande scommessa          | 30 agosto 2009    | 2 agosto 2010   |
| 10 | Rope a Dope            | Il re delle corde             | 23 agosto 2009    | 2 agosto 2010   |
| 11 | John Hancock's Hancock | Arriva Indiana Jones          | 6 settembre 2009  | 9 agosto 2010   |
| 12 | Plane Crazy            | E’ ora di mettere le ali      | 13 settembre 2009 | 9 agosto 2010   |
| 13 | Peaches & Pinups       | La collezione di Playboy      | 20 settembre 2009 | 16 agosto 2010  |
| 14 | Old Man's Gamble       | Pazzi per una Harley Davidson | 27 settembre 2009 | 16 agosto 2010  |
| 15 | Fired Up               | La leggenda di Lindbergh      | 30 novembre 2009  |                 |
| 16 | Sharks and Cobras      | Squali e cobra                | 30 novembre 2009  |                 |
| 17 | Old Man's Booty        |                               | 7 dicembre 2009   |                 |
| 18 | A Shot and a Shave     | Cose dell'altro mondo         | 7 dicembre 2009   |                 |
| 19 | Hot Air Buffoon        | Una vera mongolfiera          | 14 dicembre 2009  |                 |
| 20 | Steaks at Stake        | Bistecche sonanti             | 14 dicembre 2009  |                 |
| 21 | A Christmas Special    |                               | 21 dicembre 2009  |                 |
| 22 | Secret Santa           | Regalo di Natale              | 21 dicembre 2009  |                 |
| 23 | Pawn Shop Pinot        | La febbre del vino            | 21 dicembre 2009  |                 |
| 24 | Bikes and Blades       | Moto e spade                  | 27 dicembre 2009  |                 |
| 25 | Rick's Bad Day         | Il giorno nero di Rick        | 27 dicembre 2009  |                 |

## Affari di famiglia (seconda stagione)
| nº | Titolo originale       | Titolo italiano        | Prima TV USA     | Prima TV Italia |
| -- | ---------------------- | ---------------------- | ---------------- | --------------- |
| 1  | Wheels                 | Ruote                  | 18 gennaio 2010  |                 |
| 2  | Chum Goes AWOL         |                        | 18 gennaio 2010  |                 |
| 3  | Shocking Chum          |                        | 25 gennaio 2010  |                 |
| 4  | Pezzed Off             |                        | 25 gennaio 2010  |                 |
| 5  | Tattoos and Tantrums   | Balla coi lupi         | 1º febbraio 2010 |                 |
| 6  | Guns and Rangers       | Una strana chiave      | 1º febbraio 2010 |                 |
| 7  | Pinball Wizards        | Assente ingiustificato | 8 febbraio 2010  |                 |
| 8  | Chopper Gamble         | Un vero elicottero     | 8 febbraio 2010  |                 |
| 9  | Spooning Paul Revere   | Un antico cucchiaio    | 15 febbraio 2010 |                 |
| 10 | Off the Wagon          | Spade e motociclette   | 15 febbraio 2010 |                 |
| 11 | Fortune in Flames      |                        | 1º marzo 2010    |                 |
| 12 | Backroom Brawl         | Mistero da svelare     | 1º marzo 2010    |                 |
| 13 | Big Guns               | Grandi pistole         | 8 marzo 2010     |                 |
| 14 | Flight of the Chum     | Volo in aliante        | 8 marzo 2010     |                 |
| 15 | Bumpy Ride             | Un'impresa difficile   | 29 marzo 2010    |                 |
| 16 | Helmet Head            | Un anello vincente     | 5 aprile 2010    |                 |
| 17 | Bow Legged             | La gamba del pirata    | 12 aprile 2010   |                 |
| 18 | Hell Week              | La sfida               | 19 aprile 2010   |                 |
| 19 | Zzzzzz                 | Il riposo del vecchio  | 25 aprile 2010   |                 |
| 20 | The British Are Coming | Arrivano gli inglesi   | 25 aprile 2010   |                 |
| 21 | License to Pawn        | Missione Goldfinger    | 2 maggio 2010    |                 |
| 22 | Trail Breaker          | Fuoristrada            | 7 giugno 2010    |                 |
| 23 | Top Secret             | Mappe segrete          | 7 giugno 2010    |                 |
| 24 | A Whale of a Time      | Preziose incisioni     | 14 giugno 2010   |                 |
| 25 | Gold Diggers           | A caccia di oro        | 14 giugno 2010   |                 |
| 26 | Aw Shucks!             | La moneta misteriosa   | 21 giugno 2010   |                 |
| 27 | Deals from Hell        | Offerta dall'Inferno   | 21 giugno 2010   |                 |
| 28 | Chumlee's Dummies      | Cowboy e manichini     | 28 giugno 2010   |                 |
| 29 | Strike, Spare BOOM     | Una Jaguar da sogno    | 28 giugno 2010   |                 |
| 30 | Message in a Bottle    | Bottiglia misteriosa   | 5 luglio 2010    |                 |
| 31 | Rough Riders           | Una pistola rara       | 5 luglio 2010    |                 |
| 32 | Phoning It In          | Le carte dei Kennedy   | 12 luglio 2010   |                 |
| 33 | Moon Walking           | Moon Walking           | 12 luglio 2010   |                 |

## Affari di famiglia (terza stagione)
| nº | Titolo originale       | Titolo italiano      | Prima TV USA      | Prima TV Italia |
| -- | ---------------------- | -------------------- | ----------------- | --------------- |
| 1  | Peeping Pawn           |                      | 16 agosto 2010    |                 |
| 2  | Ace in the Hole        | Asso nella manica    | 16 agosto 2010    |                 |
| 3  | Double Trouble         | Un brindisi raro     | 6 settembre 2010  |                 |
| 4  | Getting a Head         | Cabriolet anni '60   | 6 settembre 2010  |                 |
| 5  | Cornering the Colonel  | Abito del colonnello | 13 settembre 2010 |                 |
| 6  | Ready, Set, Pawn       | Pronti a partire     | 13 settembre 2010 |                 |
| 7  | The Eagle Has Landed   | Foto dallo spazio    | 20 settembre 2010 |                 |
| 8  | Like a Rolling Chum    | Lavoro per Chumlee   | 20 settembre 2010 |                 |
| 9  | Hello Nurse            | I piatti di Hitler   | 18 ottobre 2010   |                 |
| 10 | Chumdog Millionaire    |                      | 18 ottobre 2010   |                 |
| 11 | Gone With the Schwinn  | Tutti in bici        | 25 ottobre 2010   |                 |
| 12 | Bare Bones             | Fossili e blackjack  | 25 ottobre 2010   |                 |
| 13 | Never Surrender        | Una reliquia sacra   | 1º novembre 2010  |                 |
| 14 | Honest Abe             | Esplosioni           | 1º novembre 2010  |                 |
| 15 | Monkey Business        | Cappello da star     | 6 dicembre 2010   |                 |
| 16 | Packing Heat           | Armi nascoste        | 13 dicembre 2010  |                 |
| 17 | Luck of the Draw       |                      | 17 gennaio 2011   |                 |
| 18 | Houdini's Handcuffs    | Le catene di Houdini | 17 gennaio 2011   |                 |
| 19 | Pedal to the Medal     | La poesia di Hendrix | 24 gennaio 2011   |                 |
| 20 | Case Closed            |                      | 24 gennaio 2011   |                 |
| 21 | Darth Pawn             | Acquisti 'stellari'  | 31 gennaio 2011   |                 |
| 22 | Put Up Your Dukes      |                      | 31 gennaio 2011   |                 |
| 23 | Pawn Illustrated       | Un moschetto raro    | 7 febbraio 2011   |                 |
| 24 | Striking a Chord       | Un mandolino raro    | 7 febbraio 2011   |                 |
| 25 | Harrison for President | Campagna elettorale  | 14 febbraio 2011  |                 |
| 26 | Wise Guys              | Veicolo corazzato    | 14 febbraio 2011  |                 |
| 27 | Robosaurus             | Guai in vista        | 21 marzo 2011     |                 |
| 28 | Ah, Shoot!             |                      | 21 marzo 2011     |                 |
| 29 | Going Postal           | Oggetti 'stellari'   | 28 marzo 2011     |                 |
| 30 | Chummobile             | La Batmobile         | 28 marzo 2011     |                 |

## Affari di famiglia (quarta stagione)
| nº | Titolo originale                   | Titolo italiano       | Prima TV USA      | Prima TV Italia |
| -- | ---------------------------------- | --------------------- | ----------------- | --------------- |
| 1  | Evel Genius                        | Flipper anni '70      | 4 aprile 2011     |                 |
| 2  | Pablo Pawncasso                    | Un vero Picasso!      | 4 aprile 2011     |                 |
| 3  | Sub for Sale                       | Tesoro degli abissi   | 11 aprile 2011    |                 |
| 4  | Missile Attack                     | Offerta sexy          | 11 aprile 2011    |                 |
| 5  | Not on My Watch                    | Rolex anni '30        | 18 aprile 2011    |                 |
| 6  | Take a Seat                        | Poltrona del potere   | 18 aprile 2011    |                 |
| 7  | Pom Pom Pawn                       | Trattative esplosive  | 25 aprile 2011    |                 |
| 8  | Patton Pending                     | L'album di Patton     | 25 aprile 2011    |                 |
| 9  | Spidey Cents                       | Missione spaziale     | 2 maggio 2011     |                 |
| 10 | Necessary Roughness                | Piani di guerra       | 2 maggio 2011     |                 |
| 11 | Peacemaker                         | I referti di Elvis    | 9 maggio 2011     |                 |
| 12 | The Great Escape                   | La grande fuga        | 9 maggio 2011     |                 |
| 13 | Broadsiding Lincoln                | Tuta anti-G           | 30 maggio 2011    |                 |
| 14 | Sharpe Shooters                    | La mitragliatrice     | 1 giugno 2011     |                 |
| 15 | Late Night Chum                    | Notti al lavoro       | 6 giugno 2011     |                 |
| 16 | Buy The Book                       | La Lincoln Roadster   | 6 giugno 2011     |                 |
| 17 | Over the Top                       | Il personal trainer   | 13 giugno 2011    |                 |
| 18 | Honor Thy Father                   | La festa del papà     | 13 giugno 2011    |                 |
| 19 | The Pick, the Pawn, and the Polish |                       | 11 luglio 2011    |                 |
| 20 | Making Cents                       | Copione del Padrino   | 18 luglio 2011    |                 |
| 21 | Kings and McQueens                 | Moto di Steve McQueen | 18 luglio 2011    |                 |
| 22 | Face the Music                     |                       | 25 luglio 2011    |                 |
| 23 | Off the Wall                       | Missile in arrivo     | 25 luglio 2011    |                 |
| 24 | Buffalo Bull                       | Reagan al liceo       | 1 agosto 2011     |                 |
| 25 | Cannons and Klingons               | Magnum P.I.           | 1 agosto 2011     |                 |
| 26 | Silent and Deadly                  | Charlie Chaplin!      | 8 agosto 2011     |                 |
| 27 | Weird Science                      |                       | 8 agosto 2011     |                 |
| 28 | The Wright Stuff                   | Il padre del volo     | 15 agosto 2011    |                 |
| 29 | Out of Gas                         | Armi e motori         | 15 agosto 2011    |                 |
| 30 | The King's Bling                   | L'oro di Elvis        | 5 settembre 2011  |                 |
| 31 | Pipe Dreams                        | Pipa del presidente   | 5 settembre 2011  |                 |
| 32 | High Stakes                        | La firma di Dracula   | 12 settembre 2011 |                 |
| 33 | Pirate's Booty                     | Bottino del pirata    | 12 settembre 2011 |                 |
| 34 | Teacher's Pet                      | A lezione da Chumlee  | 19 settembre 2011 |                 |
| 35 | Bugs Money                         | Mazza di Dean Martin  | 19 settembre 2011 |                 |
| 36 | Security                           | Tamburo di guerra     | 26 settembre 2011 |                 |
| 37 | Poker Night                        | La notte del poker    | 26 settembre 2011 |                 |
| 38 | Rick or Treat                      | Halloween             | 25 ottobre 2011   |                 |

## Affari di famiglia (quinta stagione)
| nº | Titolo originale        | Titolo italiano       | Prima TV USA     | Prima TV Italia   |
| -- | ----------------------- | --------------------- | ---------------- | ----------------- |
| 1  | Mile High Club          | Guerra fredda         | 28 novembre 2011 |                   |
| 2  | Patriot Games           | Anello del campione   | 28 novembre 2011 |                   |
| 3  | Blaze of Glory          | La torcia olimpica    | 5 dicembre 2011  |                   |
| 4  | Looney Dunes            | Hendrix inedito       | 5 dicembre 2011  |                   |
| 5  | Buyer Beware            | Scritto da Lincoln    | 12 dicembre 2011 |                   |
| 6  | Silence of the Lambo    | Tracce di Saddam      | 12 dicembre 2011 |                   |
| 7  | $=MC2                   | Einstein in copertina | 19 dicembre 2011 | 13 settembre 2012 |
| 8  | Pony Up                 | I Servizi Segreti     | 19 dicembre 2011 |                   |
| 9  | High Tops               | Il motore di Tesla    | 26 dicembre 2011 |                   |
| 10 | Apocalypse Wow          | Tela dell'Apocalisse  | 26 dicembre 2011 |                   |
| 11 | Corey's Big Play        | Terminator Machine    | 2 gennaio 2012   |                   |
| 12 | Help Wanted             |                       | 2 gennaio 2012   |                   |
| 13 | Learning the Ropes      | Ritorno a scuola      | 9 gennaio 2012   | 20 settembre 2012 |
| 14 | Smells Like Pawn Spirit |                       | 9 gennaio 2012   |                   |
| 15 | Crosby, Stills and Cash | Colloqui di lavoro    | 16 gennaio 2012  | 27 settembre 2012 |
| 16 | Cash Cash Bang Bang     | Il primo Spider-Man   | 16 gennaio 2012  | 11 ottobre 2012   |
| 17 | Over the Moon           | Sbarco sulla Luna     | 23 gennaio 2012  | 4 ottobre 2012    |
| 18 | Les is More             |                       | 23 gennaio 2012  |                   |
| 19 | Hole in One             | Presidente in buca    | 30 gennaio 2012  | 25 ottobre 2012   |
| 20 | Yankee Panky            | Il poster di Hendrix  | 30 gennaio 2012  | 4 ottobre 2012    |
| 21 | Air Mail                | Ritorno al passato    | 6 febbraio 2012  | 27 settembre 2012 |
| 22 | Cash is King            | Le memorie del Re     | 6 febbraio 2012  | 18 ottobre 2012   |
| 23 | Bear-ly There           | Un'arma rara          | 13 febbraio 2012 | 1º novembre 2012  |
| 24 | Huddle Up               | Un inedito Roosevelt  | 13 febbraio 2012 | 1º novembre 2012  |
| 25 | Pawnocchio              | Tanti Pinocchio!      | 20 febbraio 2012 | 25 ottobre 2012   |
| 26 | Guns Blazing            |                       | 20 febbraio 2012 |                   |
| 27 | James Gang Rides Again  | Obiettivo Jesse James | 27 febbraio 2012 | 8 novembre 2012   |
| 28 | Ring Around a Rockne    | L'anello del boss     | 27 febbraio 2012 | 18 ottobre 2012   |
| 29 | Pawn with the Wind      | Il fascino dei soldi  | 5 marzo 2012     |                   |
| 30 | Zoodoo                  | Libri del presidente  | 5 marzo 2012     |                   |

## Affari di famiglia (sesta stagione)
| nº | Titolo originale     | Titolo italiano         | Prima TV USA     | Prima TV Italia |
| -- | -------------------- | ----------------------- | ---------------- | --------------- |
| 1  | Guilty as Charged    |                         | 9 aprile 2012    |                 |
| 2  | Corey's Big Burn     | Banconote esplosive     | 9 aprile 2012    |                 |
| 3  | Wild Thing           | La prima auto di Rick   | 16 aprile 2012   | 8 novembre 2012 |
| 4  | To the Moon          | Presidenti d'argento    | 16 aprile 2012   |                 |
| 5  | Chum-p Change        | Dollari da collezione   | 23 aprile 2012   |                 |
| 6  | Trigger Happy        | Grilletto facile        | 23 aprile 2012   |                 |
| 7  | Bossy Pants          | Jet supersonico         | 21 maggio 2012   |                 |
| 8  | What the Truck       | Il Muro di Berlino      | 21 maggio 2012   |                 |
| 9  | Three Hour Tour      | Battere cassa           | 28 maggio 2012   |                 |
| 10 | Family Feud          | Sanguinosa faida        | 28 maggio 2012   |                 |
| 11 | Silver Linings       | Il ritorno di Batman    | 4 giugno 2012    |                 |
| 12 | Like a Rock          | Il telefono nucleare    | 11 giugno 2012   |                 |
| 13 | Dirty Sox            | Gli occhiali d'oro      | 11 giugno 2012   |                 |
| 14 | That Sinking Feeling | Il volo di Lindbergh    | 18 giugno 2012   |                 |
| 15 | Pin it to Win It     |                         | 18 giugno 2012   |                 |
| 16 | Love Me Spender      | Il contratto del Re     | 25 giugno 2012   |                 |
| 17 | Stalled Deals        | Libri e contrabbando    | 25 giugno 2012   |                 |
| 18 | Hot and Colt         | Un'arma storica         | 2 luglio 2012    |                 |
| 19 | Stuff It             | Le tartarughe Ninja     | 2 luglio 2012    |                 |
| 20 | Jet Setters          |                         | 9 luglio 2012    |                 |
| 21 | Kick the Can         | E luce fu!              | 9 luglio 2012    |                 |
| 22 | Bullitt Proof        | Il telegrafo delle spie | 13 agosto 2012   |                 |
| 23 | Cool as Ike          | Cibo spaziale           | 20 agosto 2012   |                 |
| 24 | Free Willie          | Taxi dal futuro         | 20 agosto 2012   |                 |
| 25 | Some Like It Not     | I soldi di Cooper       | 27 agosto 2012   |                 |
| 26 | Say It Ain't So      |                         | 27 agosto 2012   |                 |
| 27 | Fork it Over         | Dall'Hindenburg         | 3 settembre 2012 |                 |
| 28 | Thirty Something     | Auguri Chumlee!         | 3 settembre 2012 |                 |

## Affari di famiglia (settima stagione)
| n° | Titolo originale                | Titolo italiano                | Prima TV U.S.A   | Prima TV Italia |
| -- | ------------------------------- | ------------------------------ | ---------------- | --------------- |
| 1  | What You Talkin' 'Bout Sturgis? | Sorpresa per Chumlee           | 5 novembre 2012  |                 |
| 2  | Sturgis and Acquisitions        | Rick in viaggio                | 5 novembre 2012  |                 |
| 3  | Three Pawn Night                | Una figurina rara              | 12 novembre 2012 |                 |
| 4  | Stick to Your Guns              |                                | 12 novembre 2012 |                 |
| 5  | Lord of the Ring                | Signore degli Anelli           | 13 novembre 2012 |                 |
| 6  | Man. Make. Fire.                | L'era glaciale                 | 13 novembre 2012 |                 |
| 7  | On Guard                        | In guardia                     | 19 novembre 2012 |                 |
| 8  | The Last Samurai                | L'ultimo samurai               | 19 novembre 2012 |                 |
| 9  | Sweet Pawn of Mine              | Le pantofole del Papa          | 26 novembre 2012 |                 |
| 10 | The Offer                       | Caccia allo smilzo             | 26 novembre 2012 |                 |
| 11 | Putt, Putt, Pawn                | Il Paradiso perduto            | 3 dicembre 2012  |                 |
| 12 | Wouldn't It Be Ice?             | Mortaio giapponese             | 3 dicembre 2012  |                 |
| 13 | Silent but Chumlee              | Il dipinto di Dalì             | 10 dicembre 2012 |                 |
| 14 | Take the Money and Run          |                                | 10 dicembre 2012 |                 |
| 15 | It's a Wonderful Pawn           | Natale ad Alcatraz             | 17 dicembre 2012 |                 |
| 16 | Santa Chum                      |                                | 17 dicembre 2012 |                 |
| 17 | Little Pawn Shop of Horrors     | Negozio degli orrori           | 14 gennaio 2013  |                 |
| 18 | I Herd That                     | Gli aforismi di Twain          | 14 gennaio 2013  |                 |
| 19 | Funny Money                     | Un Picasso originale           | 21 gennaio 2013  |                 |
| 20 | Spare the Rodman                | Sotto processo                 | 21 gennaio 2013  |                 |
| 21 | Million Dali Baby               | La scultura di Dalì            | 28 gennaio 2013  |                 |
| 22 | Hair Force One                  |                                | 28 gennaio 2013  |                 |
| 23 | Comic Con                       | L'uomo ragno                   | 4 febbraio 2013  |                 |
| 24 | Off the Hook                    | Il finto malato                | 4 febbraio 2013  |                 |
| 25 | Room and Hoard                  | Il Santo Graal dei video games | 11 febbraio 2013 |                 |
| 26 | Just Shoe It                    | Affari in... manette!          | 11 febbraio 2013 |                 |
| 27 | Lunch Larceny                   | Una lettera da Roosevelt...    | 18 febbraio 2013 |                 |
| 28 | Grand Theft Corey               | La bambola di Marilyn Manson   | 18 febbraio 2013 |                 |
| 29 | Beam Me Up                      | In affari con Star Trek!       | 25 febbraio 2013 |                 |
| 30 | Shekel and Hyde                 | La moneta di Giuda!            | 25 febbraio 2013 |                 |
| 31 | Book 'Em Rick                   | Un libro fresco di stampa      | 4 marzo 2013     |                 |
| 32 | Corey, I Am Your Father         | Corey, io sono tuo padre!      | 4 marzo 2013     |                 |
| 33 | Close, But No Cigar             | Sconti... d'arma da fuoco!     | 11 marzo 2013    |                 |
| 34 | Hello, Goodbye                  | Affari surreali!               | 11 marzo 2013    |                 |

## Affari di famiglia (ottava stagione)
| n° | Titolo originale          | Titolo italiano                | Prima TV U.S.A | Prima TV Italia |
| -- | ------------------------- | ------------------------------ | -------------- | --------------- |
| 1  | Rick 'n' Roll             | Rick 'n Roll                   | 30 maggio 2013 |                 |
| 2  | Grumpy Old Man            | Intercettazioni telefoniche    | 30 maggio 2013 |                 |
| 3  | One Way Ticket            | Il disco d'oro dei Kiss!       | 6 giugno 2013  |                 |
| 4  | Unprankable               | Corey, aspirante burlone       | 6 giugno 2013  |                 |
| 5  | Ready to Rumble           | Un affare k.o. per Rick        | 13 giugno 2013 |                 |
| 6  | Dog Day Afternoon         | Un pomeriggio da cani          | 13 giugno 2013 |                 |
| 7  | King of Pain              | Un uomo in meno                | 20 giugno 2013 |                 |
| 8  | Free Agent                | La pistola della Guerra Civile | 20 giugno 2013 |                 |
| 9  | Sticks and Stones         | La lettera di Napoleone        | 27 giugno 2013 |                 |
| 10 | The Pawntridge Family     | 20mila leghe sotto il mare     | 27 giugno 2013 |                 |
| 11 | A Hard Day's Pawn         | Gli indimenticabili Beatles    | 11 luglio 2013 |                 |
| 12 | Fool's Gold               |                                | 11 luglio 2013 |                 |
| 13 | World Series of Pawn      |                                | 18 luglio 2013 |                 |
| 14 | Rage Against That Machine |                                | 18 luglio 2013 |                 |
| 15 | Colt to the Touch         |                                | 1 agosto 2013  |                 |
| 16 | Chum-parazzi              |                                | 1 agosto 2013  |                 |
| 17 | The Chum-Sake             |                                | 8 agosto 2013  |                 |
| 18 | Corey's Big Splurge       |                                | 8 agosto 2013  |                 |
| 19 | Secret Agent Man          |                                | 15 agosto 2013 |                 |
| 20 | London Pawning            |                                | 15 agosto 2013 |                 |
| 21 | On A Mission To Pawn      |                                | 22 agosto 2013 |                 |
| 22 | Goldfish and Silver       |                                | 22 agosto 2013 |                 |
| 23 | What Happens in Vegas     |                                | 29 agosto 2013 |                 |
| 24 | You're Out                |                                | 29 agosto 2013 |                 |

## Affari di famiglia (nona stagione)
| n° | Titolo originale               | Titolo italiano | Prima TV U.S.A   | Prima TV Italia |
| -- | ------------------------------ | --------------- | ---------------- | --------------- |
| 1  | Every Day I'm Shufflin         |                 | 10 ottobre 2013  |                 |
| 2  | The Bald and the Beautiful     |                 | 10 ottobre 2013  |                 |
| 3  | Say It, Don't Spray It         |                 | 17 ottobre 2013  |                 |
| 4  | The Enigma                     |                 | 17 ottobre 2013  |                 |
| 5  | No Shoes, No Shirt, No Service |                 | 24 ottobre 2013  |                 |
| 6  | Comfortably Chum               |                 | 24 ottobre 2013  |                 |
| 7  | Brush with Greatness           |                 | 31 ottobre 2013  |                 |
| 8  | Chum of All Fears              |                 | 31 ottobre 2013  |                 |
| 9  | Winchester, Lose or Draw       |                 | 7 novembre 2013  |                 |
| 10 | The Merchant of Vegas          |                 | 7 novembre 2013  |                 |
| 11 | The Bachelor                   |                 | 14 novembre 2013 |                 |
| 12 | Cold Hard Cash                 |                 | 14 novembre 2013 |                 |
| 13 | Rebel, Rebel                   |                 | 21 novembre 2013 |                 |
| 14 | Open and Shut Case             |                 | 21 novembre 2013 |                 |
| 15 | Bad To The Bone                |                 | 5 dicembre 2013  |                 |
| 16 | Gnarly Harley                  |                 | 5 dicembre 2013  |                 |
| 17 | Woah Pilgrim                   |                 | 12 dicembre 2013 |                 |
| 18 | The Amazing Chumlee            |                 | 12 dicembre 2013 |                 |
| 19 | A Very Vegas Christmas         |                 | 19 dicembre 2013 |                 |
| 20 | Another Christmas Story        |                 | 19 dicembre 2013 |                 |
| 21 | Lost in Spacelander            |                 | 26 dicembre 2013 |                 |
| 22 | Put Your Hands Up              |                 | 26 dicembre 2013 |                 |
| 23 | Finding Fonzie                 |                 | 2 gennaio 2014   |                 |
| 24 | You Say You Wanna Revolution   |                 | 2 gennaio 2014   |                 |
| 25 | Truly Trivial                  |                 | 9 gennaio 2014   |                 |
| 26 | Whodunit?                      |                 | 9 gennaio 2014   |                 |
| 27 | I'll Be Doggone                |                 | 16 gennaio 2014  |                 |
| 28 | Can't Buy Me Love              |                 | 16 gennaio 2014  |                 |
| 29 | Anytime, Any Mace              |                 | 23 gennaio 2014  |                 |
| 30 | Silent Stars and Rebel Cars    |                 | 23 gennaio 2014  |                 |
| 31 | Smurf and Turf                 |                 | 30 gennaio 2014  |                 |
| 32 | Sunday Funday                  |                 | 30 gennaio 2014  |                 |
| 33 | Rescue 9-1-Chum                |                 | 6 febbraio 2014  |                 |
| 34 | Extreme Pawnover               |                 | 6 febbraio 2014  |                 |
| 35 | Rough and Tumble               |                 | 13 febbraio 2014 |                 |
| 36 | The Great Pawnbino             |                 | 13 febbraio 2014 |                 |
| 37 | Rock Bottom                    |                 | 20 febbraio 2014 |                 |
| 38 | Chords, Swords and Rewards     |                 | 20 febbraio 2014 |                 |
| 39 | Magic Bus                      |                 | 27 febbraio 2014 |                 |
| 40 | Purple Haze                    |                 | 27 febbraio 2014 |                 |
| 41 | Field Trip                     |                 | 6 marzo 2014     |                 |
| 42 | McKinley Family Jewels         |                 | 6 marzo 2014     |                 |
| 43 | You Snooze, You Lose           |                 | 13 marzo 2014    |                 |
| 44 | Bang Bang                      |                 | 13 marzo 2014    |                 |
| 45 | Shamrocked                     |                 | 20 marzo 2014    |                 |
| 46 | Head Games                     |                 | 20 marzo 2014    |                 |
| 47 | Choo Choo Chum                 |                 | 27 marzo 2014    |                 |
| 48 | Brew Master                    |                 | 27 marzo 2014    |                 |
| 49 | April Fooled                   |                 | 3 aprile 2014    |                 |
| 50 | Tee'd Off                      |                 | 3 aprile 2014    |                 |
| 51 | Chum's Revenge                 |                 | 10 aprile 2014   |                 |
| 52 | Traffic Jammed                 |                 | 10 aprile 2014   |                 |
| 53 | Sleeping Giant                 |                 | 17 aprile 2014   |                 |
| 54 | Saddle Up                      |                 | 17 aprile 2014   |                 |
| 55 | Road Test                      |                 | 24 aprile 2014   |                 |
| 56 | Ponies and Phonies             |                 | 24 aprile 2014   |                 |
| 57 | Tag Team                       |                 | 1 maggio 2014    |                 |
| 58 | Fiesta Loco                    |                 | 1 maggio 2014    |                 |
| 59 | Spruce Goose                   |                 | 8 maggio 2014    |                 |
| 60 | All In                         |                 | 8 maggio 2014    |                 |
| 61 | Tickets To Ride                |                 | 15 maggio 2014   |                 |
| 62 | New Old Man                    |                 | 15 maggio 2014   |                 |
| 63 | Everybody Do The Dinosaur      |                 | 22 maggio 2014   |                 |
| 64 | Breaking the Bank              |                 | 22 maggio 2014   |                 |
| 65 | Reeling and Dealing            |                 | 29 maggio 2014   |                 |
| 66 | Pawn U                         |                 | 29 maggio 2014   |                 |
| 67 | Daddy's Girl                   |                 | 5 giugno 2014    |                 |
| 68 | Dam Good Time                  |                 | 5 giugno 2014    |                 |
| 69 | Who's Your Dali                |                 | 12 giugno 2014   |                 |
| 70 | Chumlee's Last Laugh           |                 | 12 giugno 2014   |                 |
| 71 | Spacing Out                    |                 | 19 giugno 2014   |                 |
| 72 | In the Doghouse                |                 | 19 giugno 2014   |                 |
| 73 | Get in the Ring                |                 | 26 giugno 2014   |                 |
| 74 | Rick, Rock and Roll            |                 | 26 giugno 2014   |                 |
| 75 | Press One for Chum             |                 | 10 luglio 2014   |                 |
| 76 | Fireworks and Freedom          |                 | 10 luglio 2014   |                 |
| 77 | Chumdae                        |                 | 17 luglio 2014   |                 |
| 78 | Put Up Your Nukes              |                 | 17 luglio 2014   |                 |
| 79 | Pawn Apocalypse                |                 | 24 luglio 2014   |                 |
| 80 | Colts and Vikings              |                 | 24 luglio 2014   |                 |
| 81 | Mr. Cool                       |                 | 31 luglio 2014   |                 |
| 82 | Playboys and Players           |                 | 31 luglio 2014   |                 |
| 83 | Go for Chum                    |                 | 7 agosto 2014    |                 |
| 84 | Shufflin' and Hustlin          |                 | 7 agosto 2014    |                 |
| 85 | Bo Knows                       |                 | 14 agosto 2014   |                 |
| 86 | Break Room Battle              |                 | 14 agosto 2014   |                 |
| 87 | Break on Through               |                 | 1 settembre 2014 |                 |
| 88 | Tricky Ricky                   |                 | 1 settembre 2014 |                 |

## Affari di famiglia (decima stagione)
| n° | Titolo originale               | Titolo italiano | Prima TV U.S.A    | Prima TV Italia |
| -- | ------------------------------ | --------------- | ----------------- | --------------- |
| 1  | Pinball Punch                  |                 | 18 settembre 2014 |                 |
| 2  | Dodging Dillinger              |                 | 18 settembre 2014 |                 |
| 3  | Rock Stars and Race Cars       |                 | 25 settembre 2014 |                 |
| 4  | Pawn Fiction                   |                 | 25 settembre 2014 |                 |
| 5  | Birthday Blues                 |                 | 2 ottobre 2014    |                 |
| 6  | Tough Cookie                   |                 | 2 ottobre 2014    |                 |
| 7  | Van Gogh a Go Go               |                 | 9 ottobre 2014    |                 |
| 8  | The Book of Rick               |                 | 9 ottobre 2014    |                 |
| 9  | Smarty Pants                   |                 | 16 ottobre 2014   |                 |
| 10 | Chummified                     |                 | 16 ottobre 2014   |                 |
| 11 | Secret Admirer                 |                 | 23 ottobre 2014   |                 |
| 12 | Hidden Treasure                |                 | 23 ottobre 2014   |                 |
| 13 | Rick's a Riot                  |                 | 30 ottobre 2014   |                 |
| 14 | Chum Fever                     |                 | 30 ottobre 2014   |                 |
| 15 | Biggest Buys & Busts           |                 | 3 novembre 2014   |                 |
| 16 | Wake Up Call                   |                 | 6 novembre 2014   |                 |
| 17 | The Chum System                |                 | 6 novembre 2014   |                 |
| 18 | The Adventures of Corey & Chum |                 | 10 novembre 2014  |                 |
| 19 | Captain Rick                   |                 | 13 novembre 2014  |                 |
| 20 | McQueen Dreams                 |                 | 13 novembre 2014  |                 |
| 21 | Reach for Raphael              |                 | 20 novembre 2014  |                 |
| 22 | Off to the Races               |                 | 20 novembre 2014  |                 |
| 23 | Greatest Haggles               |                 | 1 dicembre 2014   |                 |
| 24 | Game Over                      |                 | 4 dicembre 2014   |                 |
| 25 | Flying High                    |                 | 4 dicembre 2014   |                 |
| 26 | Chum's Secret Stash            |                 | 11 dicembre 2014  |                 |
| 27 | Hiding Houdini                 |                 | 15 dicembre 2014  |                 |
| 28 | United We Stand                |                 | 15 dicembre 2014  |                 |
| 29 | Mini Rick                      |                 | 18 dicembre 2014  |                 |
| 30 | Clowning Around                |                 | 18 dicembre 2014  |                 |
| 31 | Oldest Trick in the Book       |                 | 18 dicembre 2014  |                 |
| 32 | Generation Gap                 |                 | 22 dicembre 2014  |                 |
| 33 | Motorcycle Mayhem              |                 | 22 dicembre 2014  |                 |
| 34 | Old Man Corey                  |                 | 8 gennaio 2015    |                 |
| 35 | Trading Up                     |                 | 8 gennaio 2015    |                 |
| 36 | RC/DC                          |                 | 15 gennaio 2015   |                 |
| 37 | Wilde Card                     |                 | 15 gennaio 2015   |                 |
| 38 | Money Ball                     |                 | 22 gennaio 2015   |                 |
| 39 | Presidential Pawn              |                 | 22 gennaio 2015   |                 |
| 40 | The Smoking Gun                |                 | 25 gennaio 2015   |                 |
| 41 | Rick Gets Axed                 |                 | 12 febbraio 2015  |                 |
| 42 | Rick the Giant                 |                 | 12 febbraio 2015  |                 |
| 43 | Underground Pawn               |                 | 19 febbraio 2015  |                 |
| 44 | Bucking Bronco                 |                 | 19 febbraio 2015  |                 |
| 45 | Rocky Road                     |                 | 26 febbraio 2015  |                 |
| 46 | All Hail Rick                  |                 | 26 febbraio 2015  |                 |
| 47 | Live Long and Prosper          |                 | 5 marzo 2015      |                 |
| 48 | Sword Play                     |                 | 5 marzo 2015      |                 |
| 49 | One Man's Junk                 |                 | 12 marzo 2015     |                 |
| 50 | Last Call Pawn                 |                 | 12 marzo 2015     |                 |
| 51 | Hot Dam                        |                 | 19 marzo 2015     |                 |
| 52 | Son of a Gun                   |                 | 19 marzo 2015     |                 |
| 53 | Mystery Caller                 |                 | 26 marzo 2015     |                 |
| 54 | Mail Mayhem                    |                 | 26 marzo 2015     |                 |

## Stagione 18
| n° | Titolo originale | Titolo italiano                  | Prima TV USA | Prima TV Italia |
| -- | ---------------- | -------------------------------- | ------------ | --------------- |
| 1  |                  | L'auto di O.J.                   |              |                 |
| 2  |                  | Affari esplosivi                 |              |                 |
| 3  |                  | La Bibbia di Gutenberg           |              |                 |
| 4  |                  | Dei Picasso tra le mani          |              |                 |
| 5  |                  | Gli autografi di Stanlio e Ollio |              |                 |
| 6  |                  | L'antica carabina                |              |                 |
| 7  |                  | A caccia di Pokemon              |              |                 |
| 8  |                  | Lo skate di Ritorno al Futuro    |              |                 |
| 9  |                  | Un vecchio gioco Nintendo        |              |                 |
| 10 |                  | Caccia alle balene               |              |                 |
| 11 |                  | L'incontro con Stan Lee          |              |                 |
| 12 |                  | Gara a flipper                   |              |                 |
| 13 |                  | Il poster di John Wayne          |              |                 |
| 14 |                  | A suon di Blues                  |              |                 |
| 15 |                  | La spada samurai                 |              |                 |
| 16 |                  |                                  |              |                 |
| 17 |                  |                                  |              |                 |
| 18 |                  | Un boccale d'altri tempi         |              |                 |
| 19 |                  | Kill Bill                        |              |                 |
| 20 |                  | L'album dei Led Zeppelin         |              |                 |
| 21 |                  | Houston, abbiamo un affare!      |              |                 |
| 22 |                  | Un autografo tra le stelle       |              |                 |
| 23 |                  | Le linee di Miró                 |              |                 |
| 24 |                  | Tocco d'artista                  |              |                 |
| 25 |                  | Una chitarra hawaiana            |              |                 |
| 26 |                  | Il cappello di Prince            |              |                 |
| 27 |                  | Ritratto di John Lennon          |              |                 |
| 28 |                  | Streghe                          |              |                 |